# Frank Hovde
Frank Hovde (* 29. Juni 1959 in Folling) ist ein norwegischer Schachspieler. Er ist Europameister im Fernschach.
Mit 15 Jahren erlernte Hovde das Schachspiel, 1975 begann er mit Fernschach.

## Fernschach
Durch Siege in der Meisterklasse auf Europaebene qualifizierte sich Hovde für die Teilnahme an der 29. Europameisterschaft 1984–90. Diese gewann er ungeschlagen mit 12,5 von 14 Punkten. Für diesen Erfolg verlieh ihm der Weltfernschachverband ICCF  1990 den Titel Internationaler Meister.
Bei der 10. Fernschacholympiade vertrat er Norwegen an Brett 5. Im Jubiläumsturnier des niederländischen Fernschachverbandes „25 Jahre NBC“ belegte er Platz 5. Danach griff er in dem Kampf um die Weltmeisterschaft ein. Mit seinem 2. Platz im 3/4-Finale der 15. Fernschach-WM erwarb er das Recht, an einem Finale teilzunehmen. Derzeit (2006) spielt er in der noch laufenden Endrunde der 18. Weltmeisterschaft.
1994 wurde er Großmeister im Fernschach.

## Nahschach
Im Nahschach qualifizierte sich Hovde zweimal für die Endrunde der norwegischen Meisterschaft. Dabei belegte er 1980 in Oslo Platz 12 und 1985 in Steinkjer Platz 4–7. Er hat eine Elo-Zahl von 2285 (Stand: August 2014), wird jedoch als inaktiv geführt, weil er seit 1988 keine gewertete Partie mehr gespielt hat. Seine höchste Elo-Zahl von 2300 erreichte er im Juli 1987.